# Андская чайка
Андская чайка (лат. Chroicocephalus serranus) — вид птиц из семейства чайковых (Laridae). Ранее относилась учёными к роду Larus. Распространена в Андах на территории Аргентины, Боливии, Чили, Колумбии, Эквадора и Перу. Гнездится в горных районах, что необычно для чайки.

## Описание
Длина тела 45—48 см, что делает андскую чайку наиболее крупной черноголовой чайкой в обеих Америках. Также это крупнейший вид рода Chroicocephalus. Окраска птиц: тёмный капюшон, спина бледно-серая, чёрно-белый узор оперения.

## Распространение и поведение
Гнездится в горах, на высотах от 3000 м над уровнем моря. В районах с суровой зимой чайки на зиму мигрируют в более низкие места, иногда вплоть до морского побережья. Группы андских чаек часто встречают на юге Перу и севере Чили, но где гнездятся данные птицы не установлено. На плато Альтиплано гнездятся на высоте 4000 м над уровнем моря, а в южной Аргентине — 2000 м над уровнем моря. Гнездятся малыми группами, иногда просто парами, предпочитая берега небольших водоёмов. В отличие от других чаек сходных размеров, достигают половой зрелости в два, а не в три года.
Основу рациона составляют насекомые и черви. Чайки могут ловить и летающих насекомых, а также кормятся мусором, если он доступен.

## Галерея
- Обычная окраска, Перу
- Брачная окраска
- Чайки в южной Боливии